# Margareta Åberg
Eva Margareta Åberg, född 14 juli 1959 i Tuve församling i Göteborg, död 21 mars 2017 i Oscars distrikt i Stockholm, var en svensk jurist och ämbetsman.
Margareta Åberg blev jur.kand. vid Stockholms universitet 1984. Hon gjorde notarietjänstgöring vid Länsrätten i Södermanlands län 1984–1987 och fortsatte sedan sin utbildning till domare vid Kammarrätten i Stockholm med fiskaltjänstgöring vid Länsrätten i Södermanlands län och Länsrätten i Gotlands län. Åren 1990–1991 var hon rättssakkunnig vid statsrådsberedningen och avslutade utbildningen som adjungerad ledamot i Kammarrätten i Stockholm 1992, då hon förordnades till kammarrättsassessor.
Åren 1992–1993 tjänstgjorde Åberg som rättssakkunnig i Justitiedepartementet. Hon var därefter dataråd och senare kanslichef på Datainspektionen, innan hon 2000 tillträdde som lagman vid Kammarrätten i Göteborg. Hon var lagman i Kammarrätten i Stockholm 2006–2007, med förordnande vid Migrationsöverdomstolen. Därefter var hon kammarrättspresident i Kammarrätten i Sundsvall 2007–2009, lagman vid Förvaltningsrätten i Göteborg 2009–2012 och kammarrättspresident vid Kammarrätten i Göteborg fram till 2014.
Margareta Åberg tillträdde som riksrevisor med administrativt ansvar den 1 juni 2014. Hon meddelade den 15 september 2016 i samband med Riksrevisionsaffären att hon avsåg att snarast begära entledigande.
Domarnämnden föreslog vid sammanträde den 15 mars 2017 att hon skulle utnämnas till lagman för Förvaltningsrätten i Stockholm.
Regeringen utsåg vid sju tillfällen Åberg till särskild utredare för integritets- och övervakningsfrågor, skolfrågor och utlänningsfrågor. Hon ingick också i ett flertal utredningar inom domstols- och dataskyddsområdet som sakkunnig eller expert. Hon hade även uppdrag som ledamot i Domarnämnden och Finansinspektionens styrelse.
Hon avled efter en tids sjukdom och är begravd på Galärvarvskyrkogården i Stockholm.